# 阿庫別瑞引擎
阿庫別瑞度規（英語：Alcubierre metric），是一項推敲性的時空數學模型，被廣泛地認知為「阿庫別瑞引擎」（英語：Alcubierre drive）。美国科幻作品《星际迷航》中稱之爲「曲速引擎」（英語：Warp drive），作为超光速星際旅行的工具。「曲速引擎」這個别稱也會出現在物理學的期刊論文之中。
阿庫別瑞引擎遵守廣義相對論中愛因斯坦方程式，在這範疇下建立出一項特別的時空度規。物理學家米給爾·阿庫別瑞於1994年提出了波動方式展延空間，導致航行器（簡稱為「船」）前方的空間收縮而後方的空間擴張，前後所連成的軸向即為船想要航行的方向。船在一個區間內乘著波動前進，這區間稱為「曲速泡」，是一段平直時空。既然船在泡泡內並不真的在移動，而是由泡泡帶著船走，廣義相對論中對於物體速度不可超過局域光速的限制就派不上用場。雖然阿庫別瑞提出的度規在數學上是可行的（符合愛因斯坦的場域等式），但其計算結果可能沒有物理學上的意義，也不一定表示真的能夠建造這種裝置。阿庫別瑞引擎的假想機制暗示了負的能量密度，因此需要奇異物質才能使用。所以如果正確性質的奇異物質並不存在，則阿庫別瑞引擎就不能被建造出來。然而，在當初發表的論文上，阿庫別瑞聲稱（接著一段物理學家分析蟲洞旅行的論述之後）兩個平行的板子之間產生的卡西米爾真空可以滿足阿庫別瑞引擎的負能量需求。另一個問題是雖然阿庫別瑞度規沒有違反廣義相對論，但廣義相對論並沒有包含量子力學的機制。一些科學家因此認為，阿庫別瑞引擎理論上允許回到過去的時間旅行，雖然廣義相對論理論上也允許回到過去的時間旅行，但結合了量子力學和廣義相對論的量子重力理論指出這種時間旅行是不可能的（見時序保護猜想），因此他們否定阿庫別瑞引擎的可能性。

## 歷史
在1994年，米給爾·阿庫別瑞基於星艦奇航記中的曲速引擎的情節，提出創造一種波來改變空間的幾何形體的方法，這種波可以讓太空船前面的空間收縮，而太空船後面的空間擴張。這艘太空船於是可以在一個平坦的空間中乘著波移動，這被稱為「曲速泡」（warp bubble）。太空船在泡泡中本身不會移動，而是整個泡泡移動時會帶著太空船前進。一開始這種裝置被認為會消耗太多負能量，直到哈羅德·G·懷特提出可以把曲速泡改成曲速環（warp ring）來減少能量需求。

## 阿庫別瑞度規
阿庫別瑞度規定義了曲速引擎的時空。按照廣義相對論來解讀，這是一種洛倫茲流形，允許一個曲速泡出現在原先平坦的時空中，並在實質上以超光速移動。曲速泡中的物體並不會受到任何慣性影響。對於曲速泡中的物體，這種旅行的方法並不會讓曲速泡中的物體直接以超光速移動；也就是說，在曲速泡中的一束光仍然跑的比太空船快。因為對曲速泡裡面的物體來說，他們（從他們的觀點來看）並沒有以超光速移動，阿庫別瑞度規的數學公式可以遵守廣義相對論的法則（即是，有質量的物體不能以光速或超光速移動），時間膨脹一類的相對效應也不會出現在太空船上。
然而，阿庫別瑞引擎仍然是個面臨不少困難的假想概念，雖然它所需的能量不再大到難以取得。

## 數學形式
利用廣義相對論的(3+1)形式，時空可由常數座標時間{\displaystyle t\,}的類空超曲面的葉状结构來描述。阿庫別瑞度規的廣義形式為：
{\displaystyle ds^{2}=g_{ij}dx^{i}dx^{j}=-\left(\alpha ^{2}-\beta _{i}\beta ^{i}\right)\,dt^{2}+2\beta _{i}\,dx^{i}\,dt+\gamma _{ij}\,dx^{i}\,dx^{j}}
其中{\displaystyle \alpha \,}是直減函數，給出相鄰超曲面之間的原時間隔；{\displaystyle \beta ^{i}\,}是移位向量，將不同超曲面的空間座標系統聯繫起來；{\displaystyle \gamma _{ij}\,}是個每個超曲面上都有的正定度規。阿庫別瑞在1994年研究的特殊形式則根據如下定義：
{\displaystyle \alpha =1;\,}
{\displaystyle \beta ^{1}=\beta ^{x}=-v_{s}(t)f\left(r_{s}(t)\right),\beta ^{2}=\beta ^{y}=0,\beta ^{3}=\beta ^{z}=0;\,}
{\displaystyle \gamma _{ij}=\delta _{ij}={\begin{pmatrix}1&0&0\\0&1&0\\0&0&1\end{pmatrix}}}
其中
{\displaystyle v_{s}(t)={\frac {dx_{s}(t)}{dt}},}
{\displaystyle r_{s}(t)={\sqrt {(x-x_{s}(t))^{2}+y^{2}+z^{2}}}}
而
{\displaystyle f(r_{s})={\frac {\tanh(\sigma (r_{s}+R))-\tanh(\sigma (r_{s}-R))}{2\tanh(\sigma R)}}}
{\displaystyle R>0\,}和{\displaystyle \sigma >0\,}為任意參數。
透過這些特殊形式的度規，可以看出4-速度垂直於超曲面的觀察者，其會測量到負值的能量密度：{\displaystyle -{\frac {c^{4}}{8\pi G}}{\frac {v_{s}^{2}(x^{2}+y^{2})}{4g^{2}r_{s}^{2}}}\left({\frac {df}{dr_{s}}}\right)^{2}}
其中{\displaystyle g\,}是(3+1)維時空度規張量的行列式。
一旦出現能量密度是負值的情況，阿庫別瑞於1994年表示「需要奇異物質（exotic matter）來達成超光速航行」。奇異物質存在的可能性並未被理論所排除，而卡西米爾效應則被用來支持此種物質可能存在。然而要產生及維持足量的奇異物質以執行超光速航行一類的技術被認為是不切實際，奇異物質同時也用在維持蟲洞「頸部」的開通。洛（Low）在1999年指出「在廣義相對論的範疇裡，要不使用奇異物質來建造出曲速引擎是不可能的」。一般相信一個完善的量子重力理論可以一勞永逸地解決此類問題。

## 阿庫別瑞引擎物理
對於熟悉狹義相對論中種種效應（諸如勞侖茲收縮、相對論性質量增加及時間展長）的人來說，阿庫別瑞度規有些獨到之處。既然處在度規中移動體積中心的船，其相對於局域平坦空間是靜止的，則相對論性質量增加或時間展長就不會發生。太空船上的時鐘進行的速率會和外界觀察者的時鐘一樣，而觀察者所測到的船質量不會增加，即使這艘船在他/她看來是在做超光速航行。此外，阿庫別瑞亦指出：即使船在加速，它仍然是航行在自由落體的短程線上。換言之，利用曲速來加速或減速的船永遠處在自由落體狀態，船員也感受不到一般加速下會出現的G力。龐大的潮汐力會出現在平坦空間體積的邊緣，因為該處會有很大的空間曲率，但透過合適的度規設計，這些區域可以被弄成很小，而不會影響鄰近的空域或星球。

## 阿庫別瑞引擎與科幻
科幻中常會利用到「超光速航行」來表示五花八門的虛擬推進方式，其中多數和阿庫別瑞引擎或其他物理理論無關。《星際奇旅》的影迷指稱：在星際奇旅中，因為名詞的相稱性，阿庫別瑞理論被廣泛地接受，用以解釋影集中多數場合下對於物理定律的明顯違反。阿庫別瑞博士所寫關於空間扭曲物理的論文發表於1994年，時間上是在派拉蒙影業公司在1991年對於劇中曲速引擎的虛擬物理設定完好之後，而兩者間本質上的相似之處可以說是極為湊巧。
此外，時間上早於阿庫別瑞引擎的還包括了動畫版的《未來艦長》也提到了類似機制的航行方式，稱為波動模式（undulating mode）。

## 阿庫別瑞之後的發展
- Chris Van Den Broeck於一篇1999年的論文試圖闡述一些可能的課題，亦發表在《古典和量子引力》期刊。藉由將引擎運送的「曲速泡」的3+1維表面積收縮，同時擴張所包含的內部3維體積，Van Den Broeck能將運輸幾顆小原子所需的總能量減少到少於3個太陽質量。隨後，透過對Van Den Broeck度規稍微修改，Sergey Krasnikov可以將負能量總需求縮減到幾個毫克[9]。

- González-Díaz的工作解決了二維量子不穩定性的問題。González-Díaz將結果發表在《物理評論D》62卷（Physical Review D Vol. 62），提議考慮封閉類時曲線的課題。這樣的改善允許了多連通空間（multiply-connected spaces），結束了短程線不完備性並滿足了量子不穩定性的要求。

## 文獻
- 原始論文：米給爾·阿庫別瑞(Alcubierre, Miguel). . Class. Quantum Grav. 1994年, 11: L73–L77. eprint （页面存档备份，存于）
- Medium review introduction article：  （页面存档备份，存于）
- 羅伯·洛(Low, Robert). . Class. Quantum Grav. 1999年, 16: 543–549. eprint （页面存档备份，存于）
- 阿追安·貝瑞(Berry, Adrian). . Headline出版社. 1999年. ISBN 978-0-7472-7565-7.

為一本科普書籍，主題為太空旅行通論。
- T. S. Taylor, T. C. Powell, "Current Status of Metric Engineering with Implications for the Warp Drive," AIAA-2003-4991 39th AIAA/ASME/SAE/ASEE Joint Propulsion Conference and Exhibit, Huntsville, Alabama, July 20–23, 2003
- H. E. Puthoff, "SETI, the velocity-of-light limitation, and the Alcubierre warp drive: an integrating overview," Physics Essays 9, 156-158 (1996).

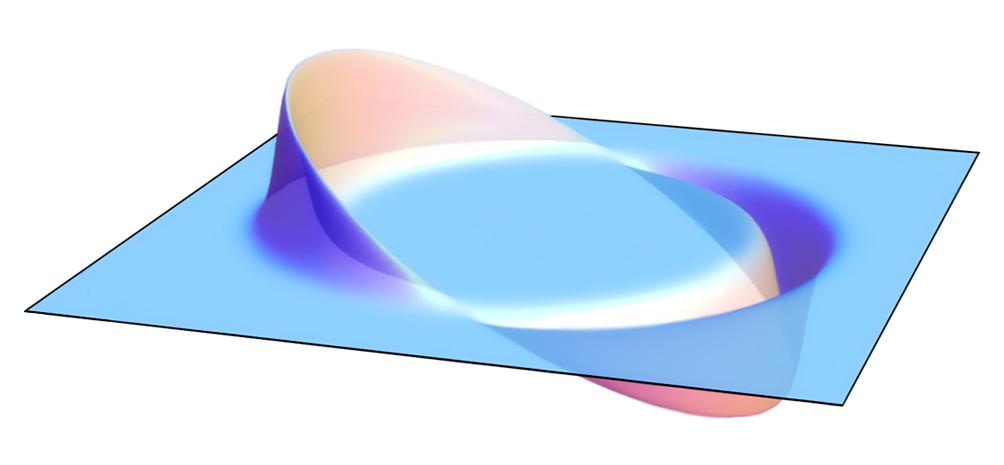
曲速泡的圖示。船前方的空間收縮而後方空間擴張。

- Amoroso, Richard L. (2011) Orbiting the Moons of Pluto: Complex Solutions to the Einstein, Maxwell, Schrodinger & Dirac Equations, New Jersey: World Scientific Publishers; ISBN 978-981-4324-24-3, see Chap. 15, pp. 349-391, Holographic wormhole drive: Philosophical breakthrough in FTL "Warp Drive" technology. (Amoroso claims to have solved problems of the Alcubierre metric such as need for large negative mass energy.)

- Lobo,  Francisco S. N.; & Visser, Matt. . Classical and Quantum Gravity. 2004, 21 (24): 5871–5892. Bibcode:2004CQGra..21.5871L. arXiv:gr-qc/0406083 . doi:10.1088/0264-9381/21/24/011.
- Hiscock, William A. . lassical and Quantum Gravity. 1997, 14 (11): L183–L188. Bibcode:1997CQGra..14L.183H. arXiv:gr-qc/9707024 . doi:10.1088/0264-9381/14/11/002.
- Berry, Adrian. . Headline. 1999. ISBN 0-7472-7565-3.  Apparently a popular book by a science writer, on space travel in general.
- Taylor, T. S.; Powell, T. C. . Huntsville, Alabama. 20–23 July 2003. ISBN 978-1-62410-098-7. doi:10.2514/6.2003-4991. AIAA-2003-4991. |chapter=被忽略 (帮助)
- Puthoff, H. E.  (PDF). Physics Essays. March 1996, 9 (1): 156–158  [2013-12-07]. Bibcode:1996PhyEs...9..156P. doi:10.4006/1.3029218. （原始内容存档 (PDF)于2020-11-11）.
- Amoroso, Richard L. (2011) Orbiting the Moons of Pluto: Complex Solutions to the Einstein, Maxwell, Schrodinger & Dirac Equations, New Jersey: World Scientific Publishers; ISBN 978-981-4324-24-3, see Chap. 15, pp. 349–391, Holographic wormhole drive: Philosophical breakthrough in faster than light "Warp Drive" technology. (Amoroso claims to have solved problems of the Alcubierre metric such as need for large negative mass energy.)

## 外部連結
- 高等理論性推進期刊
- 檢驗曲速引擎所帶來的問題 （页面存档备份，存于）
- (提供短片)關於曲速引擎的假設效應
- The warp drive: hyper-fast travel within general relativity （页面存档备份，存于） – Alcubierre's original paper (PDF File)
- Marcelo B. Ribeiro's Page on Warp Drive Theory
- The (Im) Possibility of Warp Drive (Van den Broeck) （页面存档备份，存于）
- Reduced Energy Requirements for Warp Drive (Loup, Waite) （页面存档备份，存于）
- Warp Drive Space-Time (González-Díaz) （页面存档备份，存于）
- The Alcubierre Warp Drive: On the Matter of Matter (McMonigal, Lewis, O'Byrne) – (PDF File)
- . NASA.   [2013-12-07]. （原始内容存档于2013-04-09）. It describes the concept in laymans terms
- Society for Scientific Exploration (SSE) Keynote address （页面存档备份，存于）- Faster-than-light Space Travel?